# Wiceprezydent Mjanmy
Urząd wiceprezydenta Mjanmy  to drugie najważniejsze stanowisko w rządzie tego kraju, zaraz po prezydencie. Został ustanowiony na mocy Konstytucji Mjanmy z roku 2008. Kraj ten posiada dwóch wiceprezydentów. Urząd zaczął działalność 30 marca 2011 roku.

## Pierwsi wiceprezydenci
1. Tin Aung Myint Oo (30 marca 2011 – 1 czerwca 2012)
2. Sai Mauk Kham (1 czerwca 2012 – 30 marca 2016)
3. Myint Swe (30 marca 2016 – 7 sierpnia 2025)

## Drudzy wiceprezydenci
1. Sai Mauk Kham (30 marca 2011 – 1 czerwca 2012)
2. Nyan Tun (15 sierpnia 2012 – 30 marca 2016)
3. Henry van Thio (30 marca 2016 – nadal)